# Попай (филм, 1980)
„Попай“ (на английски: Popeye) е американски игрален филм от 1980 г., продуциран от „Парамаунт Пикчърс“ и „Уолт Дисни Пикчърс“, с участието Робин Уилямс в ролята на Попай моряка.

## В България
В България филмът е излъчен през 2002 г. по Канал 1 с български войсоувър дублаж. Екипът се състои от:
| Преводач            | Кристин Балчева                                                                               |
| Редактор            | Мая Делева                                                                                    |
| Тонрежисьор         | Иглика Атанасова                                                                              |
| Режисьор на дублажа | Лилия Константинова                                                                           |
| Озвучаващи артисти  | Георги Тодоров Александър Воронов Анна Петрова Елена Русалиева Иван Райков Веселин Калановски |